# Таллинская высшая техническая школа
Та́ллинская вы́сшая техни́ческая шко́ла (TTK) (эст. Tallinna Tehnikakõrgkool) — государственный университет прикладных наук в Таллине, уезд Харьюмаа, Эстония, со структурным подразделением в волости Винни, уезд Ляэне-Вирумаа. 
В университете 6 институтов и 19 учебных программ. Обучение по программам высшего образования ведётся с 1992 года. Учебная работа идёт на эстонском языке. 
Адрес: Пярнуское шоссе 62, 10135 Таллин.

## История
Началом истории школы можно считать 1 декабря 1940 года, когда решением Совета народных комиссаров Эстонской ССР был открыт Таллинский вечерний техникум. В течение многих десятилетий учебное заведение неоднократно меняло название.
Предшественником и правопреемником университета был Таллинский строительно-механический техникум (эст. Tallinna Ehitus-ja Mehaanikatehnikum — TEMT), работавший в том же здании в 1961–1992 годах. В советское время он был одним из крупнейших средних специальных учебных заведений Эстонии, в нём шло обучение по следующим специальностям: обработка металлов резанием; строительные машины и оборудование; промышленное и гражданское строительство; архитектура; строительство и эксплуатация автомобильных дорог; инженерная геодезия; техническое обслуживание и ремонт автомобилей.
В 1992 году техникум был реорганизован в Таллинскую высшую техническую школу (эст. Tallinna Kõrgem Tehnikakool — TKT,  с 5 января 1999 года — эст. Tallinna Tehnikakõrgkool — TTK).
В 2006 году на базе специальностей Таллинского техникума лёгкой промышленности в университете был открыт факультет одежды и текстиля. Позже факультеты были преобразованы в институты, и в 2020 году институт одежды и текстиля был объединён с институтом технологии и цикличной экономики.
В 2019 году с ТТК был объединен Ляэне-Вирумааский университет прикладных наук (эст. Lääne-Viru Rakenduskõrgkool), а в деревне Мыдрику на базе бывшего Ляэне-Вируского университета прикладных наук был основан Институт экономики обслуживания TTK.
По состоянию на 2020 год в ТТК обучалось около 3200 студентов. В июле 2020 года от абитуриентов было подано 3800 заявлений на поступление в университет, что почти в два раза больше, чем в 2019 году (1947); это был самый большой конкурс за последние 10 лет. Самыми популярными были специальности строительство зданий (8,1 человек на одно учебное место), транспорт и логистика, а также менеджмент (обе по 7,9 человек на одно учебное место). 

### Названия
- 1940–1944 — Таллинский вечерний техникум (эст. Tallinna Õhtutehnikum)
- 1944–1945 — Таллинский II техникум промышленности (эст. Tallinna II Tööstustehnikum)
- 1945–1948 — Таллинский индустриальный техникум (эст. Tallinna Industriaaltehnikum)
- 1948–1955 — Таллинский архитектурно-строительный техникум (эст. Tallinna Arhitektuuri- ja Ehitustehnikum)
- 1955–1961 — Таллинский строительный техникум (эст. Tallinna Ehitustehnikum)
- 1961–1992 — Таллинский строительно-механический техникум, TEMT (эст. Tallinna Ehitus- ja Mehaanikatehnikum)
- 1992–1999 — Таллинская высшая техническая школа, TKTK (эст. Tallinna Kõrgem Tehnikakool)[5]
- 1999 – настоящее время —  Таллинская высшая техническая школа, TTK (эст. Tallinna Tehnikakõrgkool)

## Институты и учебные программы
В университете 6 институтов:
- архитектурный институт;
- строительный институт;
- институт логистики;

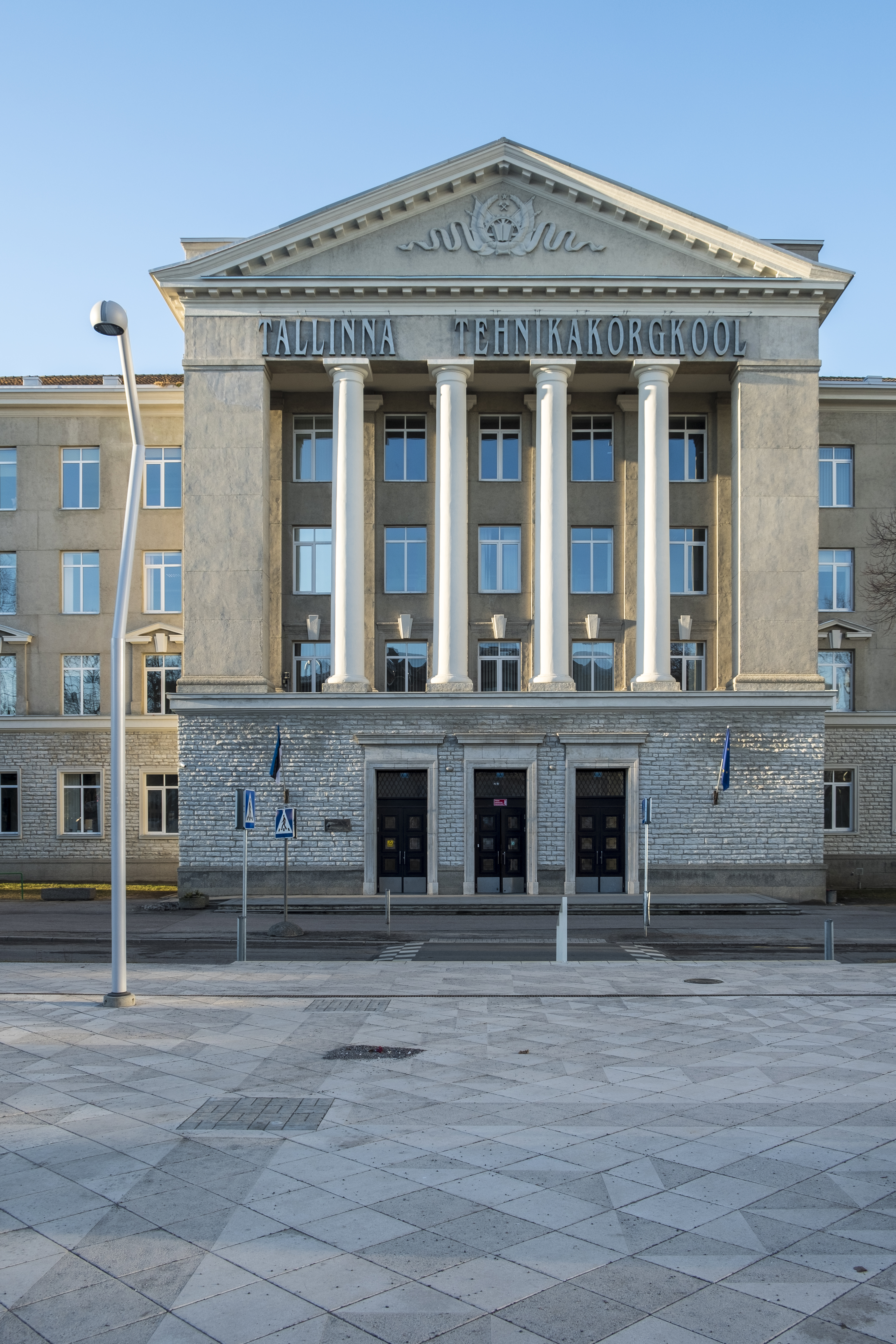
Здание ТТК в 2018 году

- институт технологии и цикличной экономики;
- технический институт;
- институт экономики сферы услуг.

Кроме того, в вузе работают центр гуманитарных и экономических предметов и центр реальных предметов.
19  учебных программ объединены в 5 групп:
- техника, производство и технология;
- архитектура и строительство;
- транспортные услуги;
- бизнес и администрирование;
- социальные услуги.

Учебные программы университета: 
- прикладная архитектура;
- строительство зданий;
- строительство дорог;
- прикладная геодезия;
- обслуживание недвижимого имущества;
- транспорт и логистика;
- организация транспорта и дорожного движения;
- управление закупками и поставками;
- железнодорожный транспорт;
- технология и управление окружающей средой;
- производство и организация производства;
- модная промышленность;
- автотехника;
- электротехника;
- машиностроение;
- робототехника;
- менеджмент;
- бухгалтерский учёт;
- социальная работа;
- организация управления информацией и инфосистемами.

В университете работает 29 лабораторий (лаборатория механических испытаний, геодезическая, прототипирования, радоновая, виртуальной реальности, швейная, антропометрическая и др.) и 2 студии (скульптурная и макетная).

## Управление
Первым ректором университета в 1992–2010 годах был профессор Арви Алтмяэ (директор Таллинского строительно-механического техникума в 1983–1992 годах). С осени 2010 года ректором TKT, срок полномочий которого длится 5 лет, является профессор Энно Ленд.  Он избирался ректором повторно в 2015 и 2020 годах.
У университета есть совет, в который входят ректор, проректоры, финансово-административный директор, руководители академических подразделений, четыре представителя академических работников и представители студенчества.

## Известные выпускники
- 1961 год — Мати Ыун[эст.] (род. 1942), эстонский государственный служащий и военный историк;
- 1962 год — Юло Нугис (1944—2011), эстонский учёный-экономист и политик;
- 1971 год — Виктор Нийтсоо[эст.] (род. 1952), эстонский историк, государственный служащий и диссидент.

Таллинская высшая техническая школа — TTК
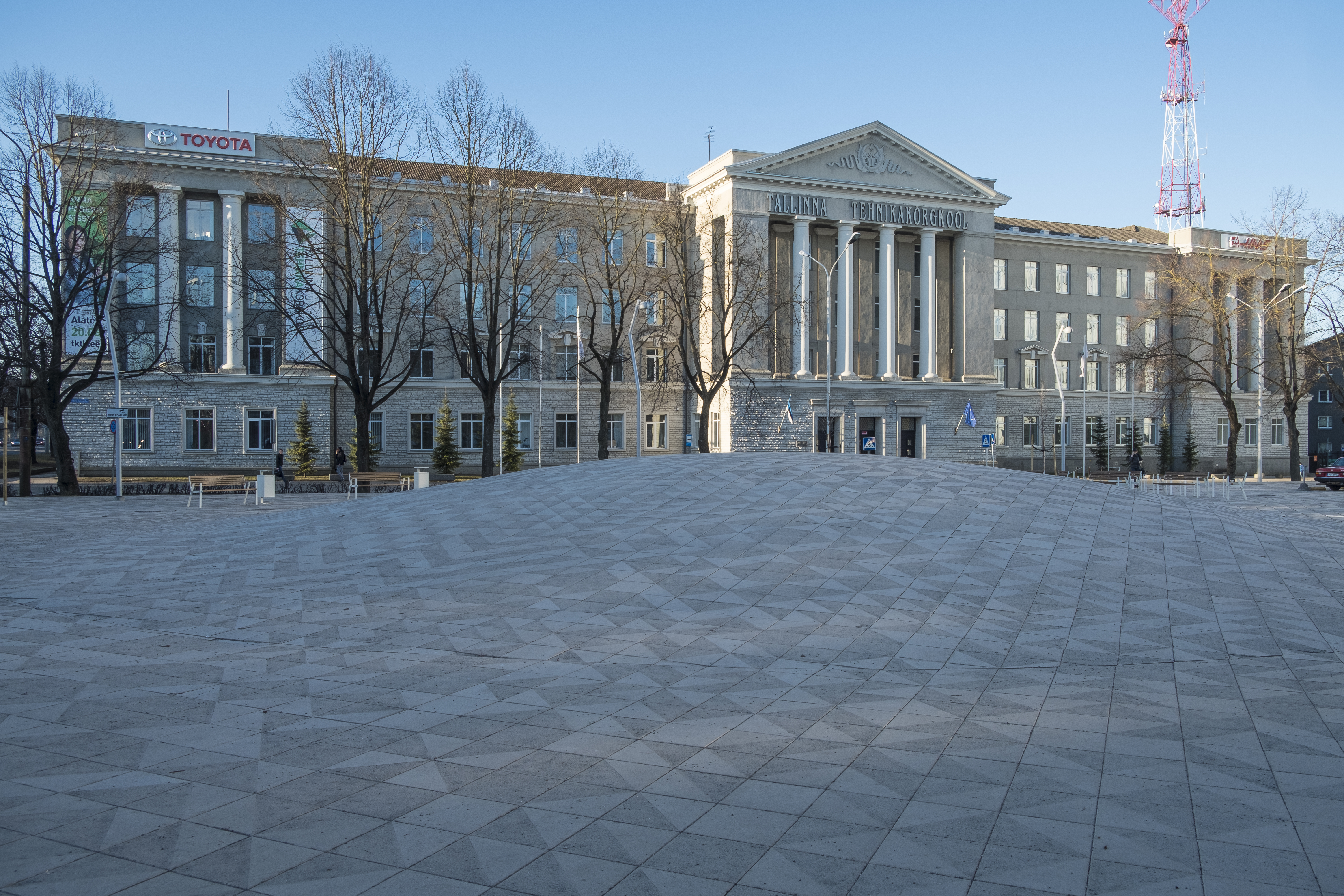
Вид на ТТК с улицы Суур-Амеэрика
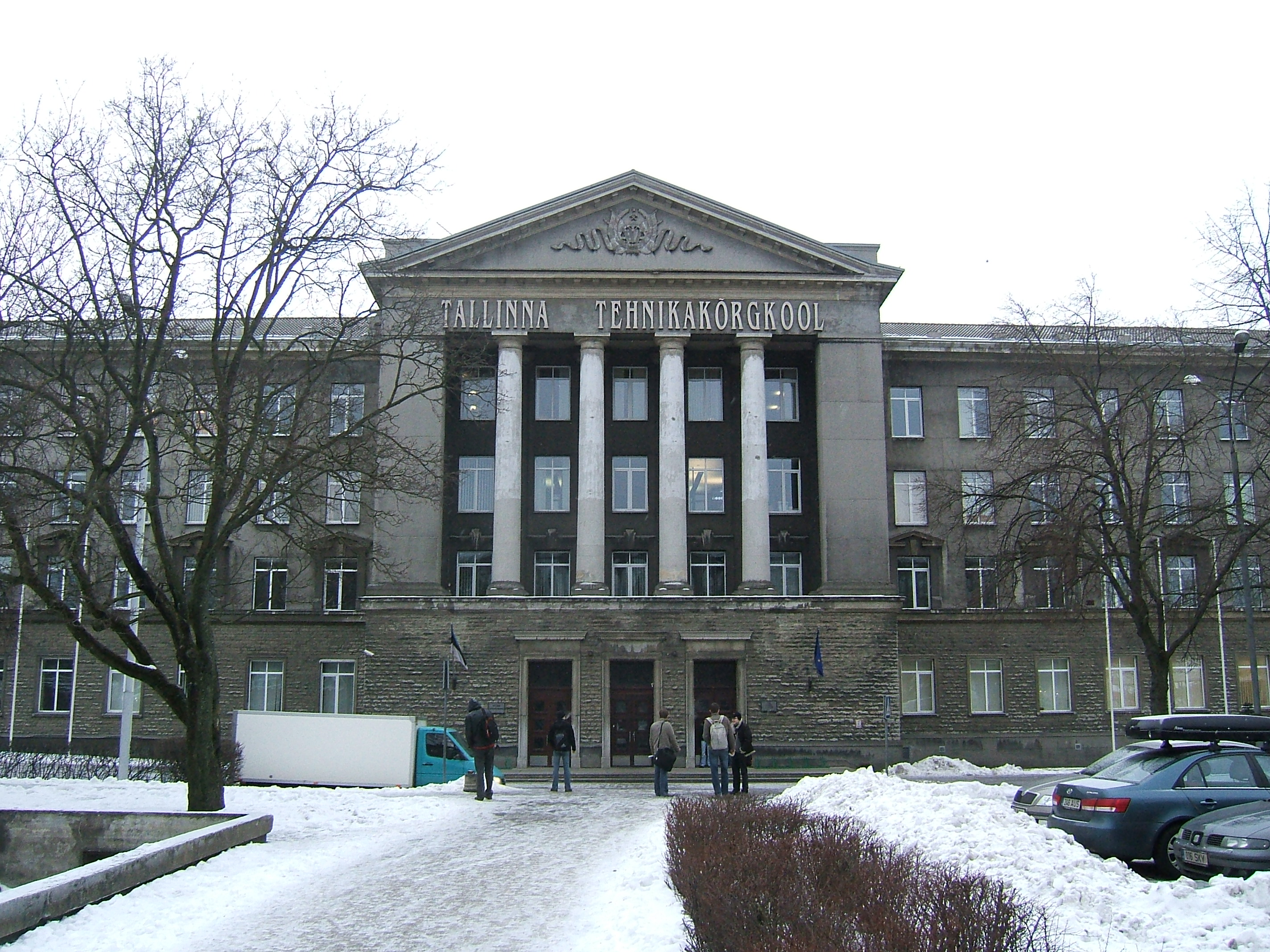
Главный корпус в 2009 году
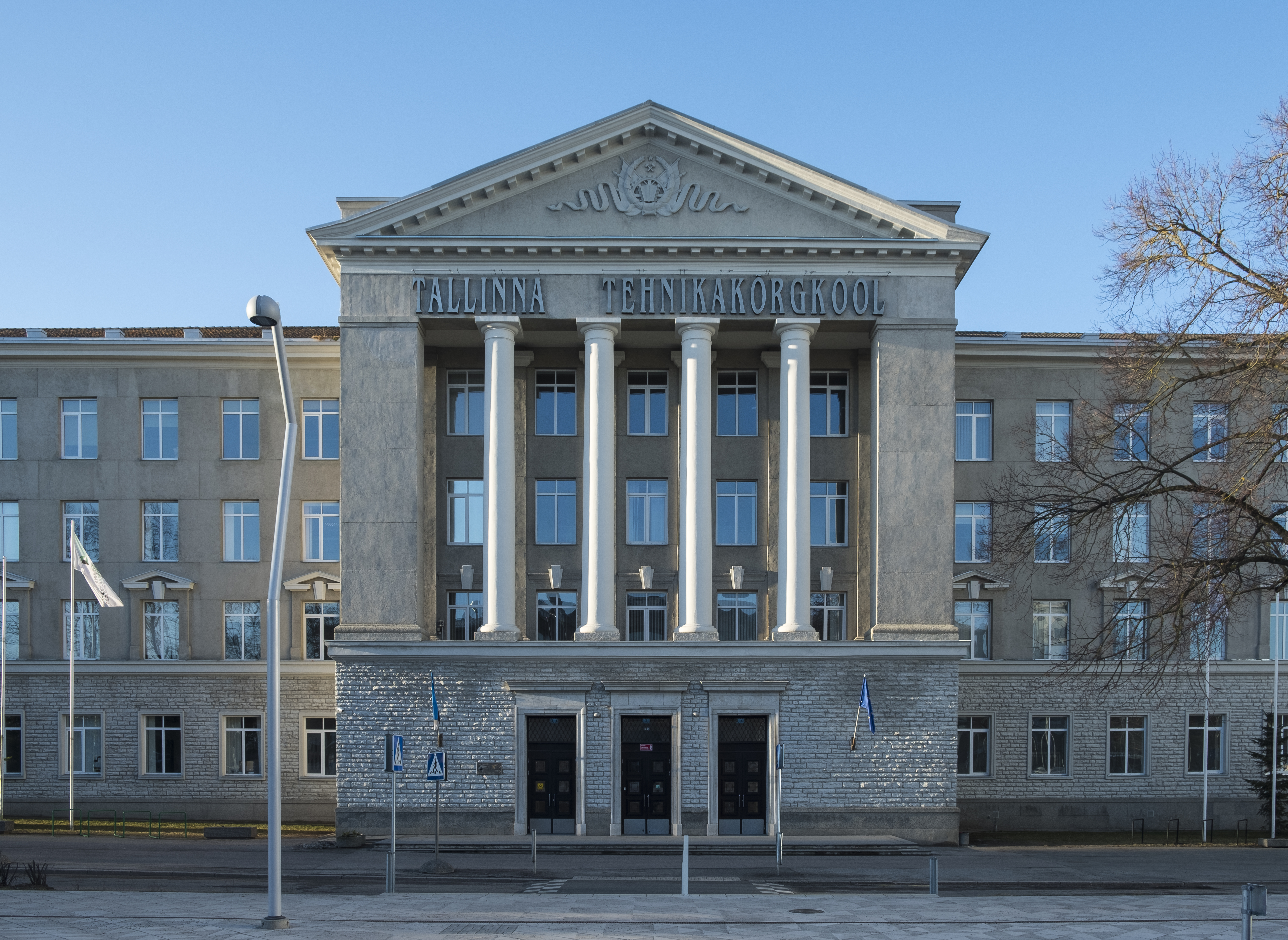
Главный корпус в 2018 году
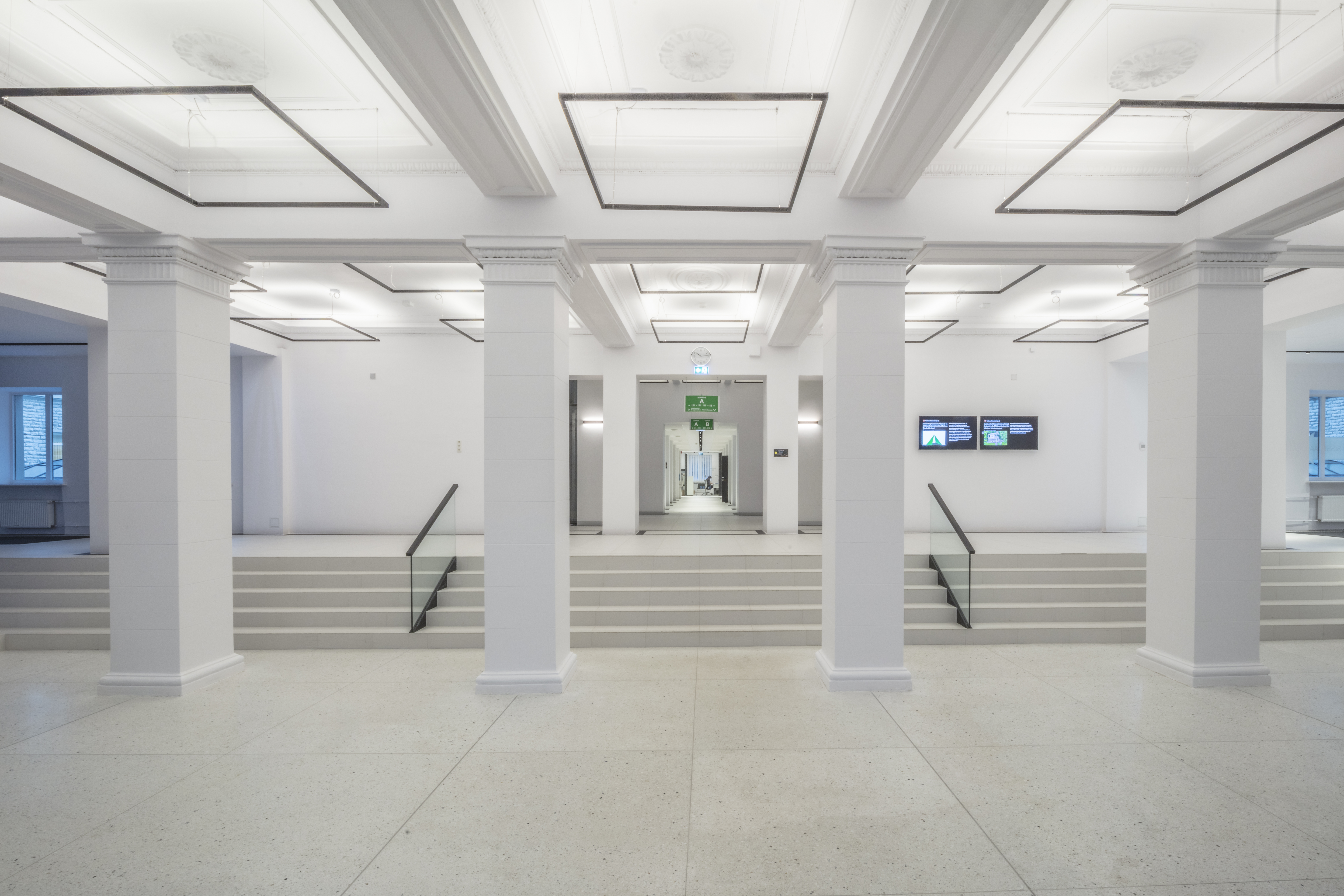
Фойе
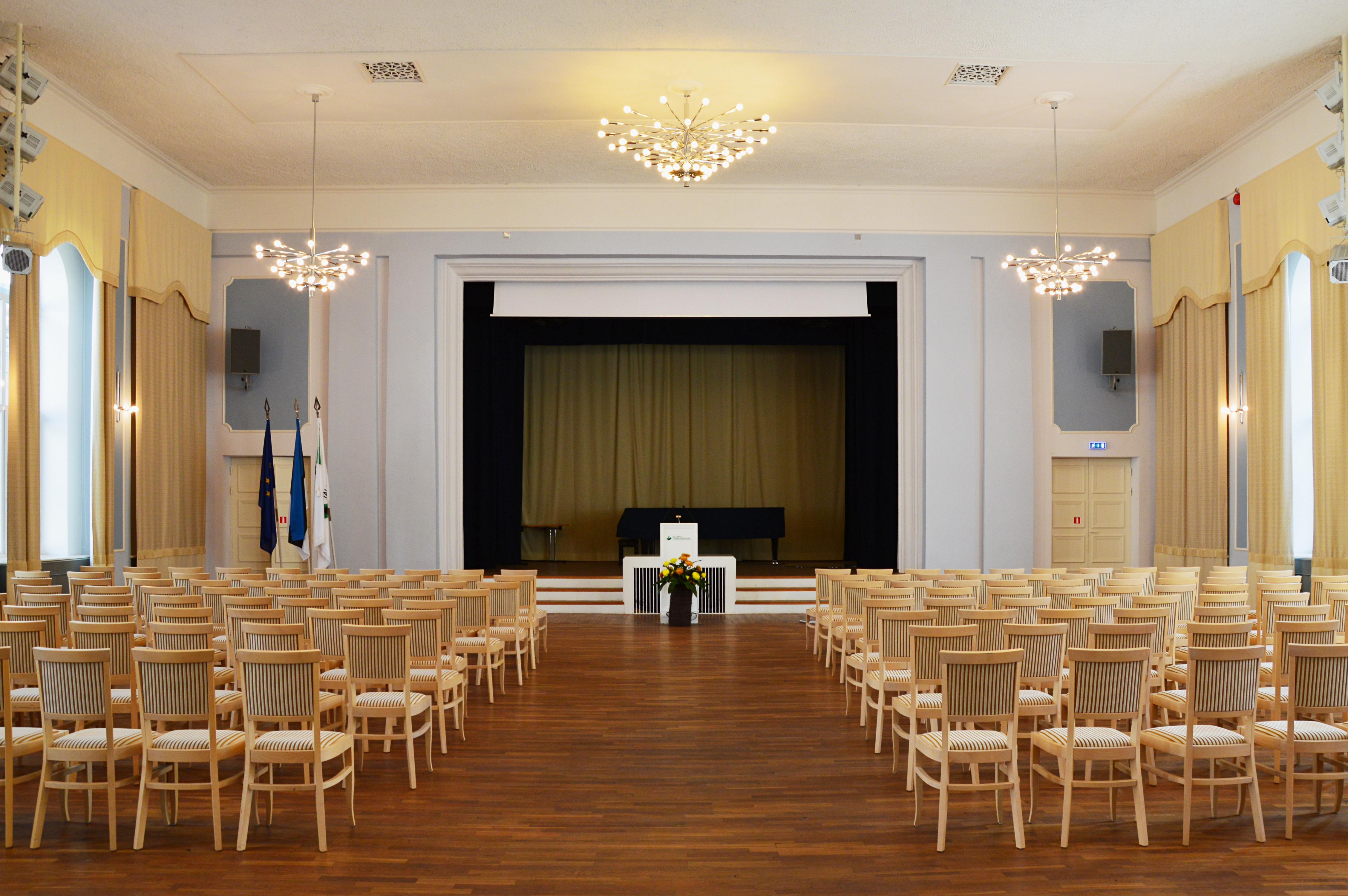
Зал
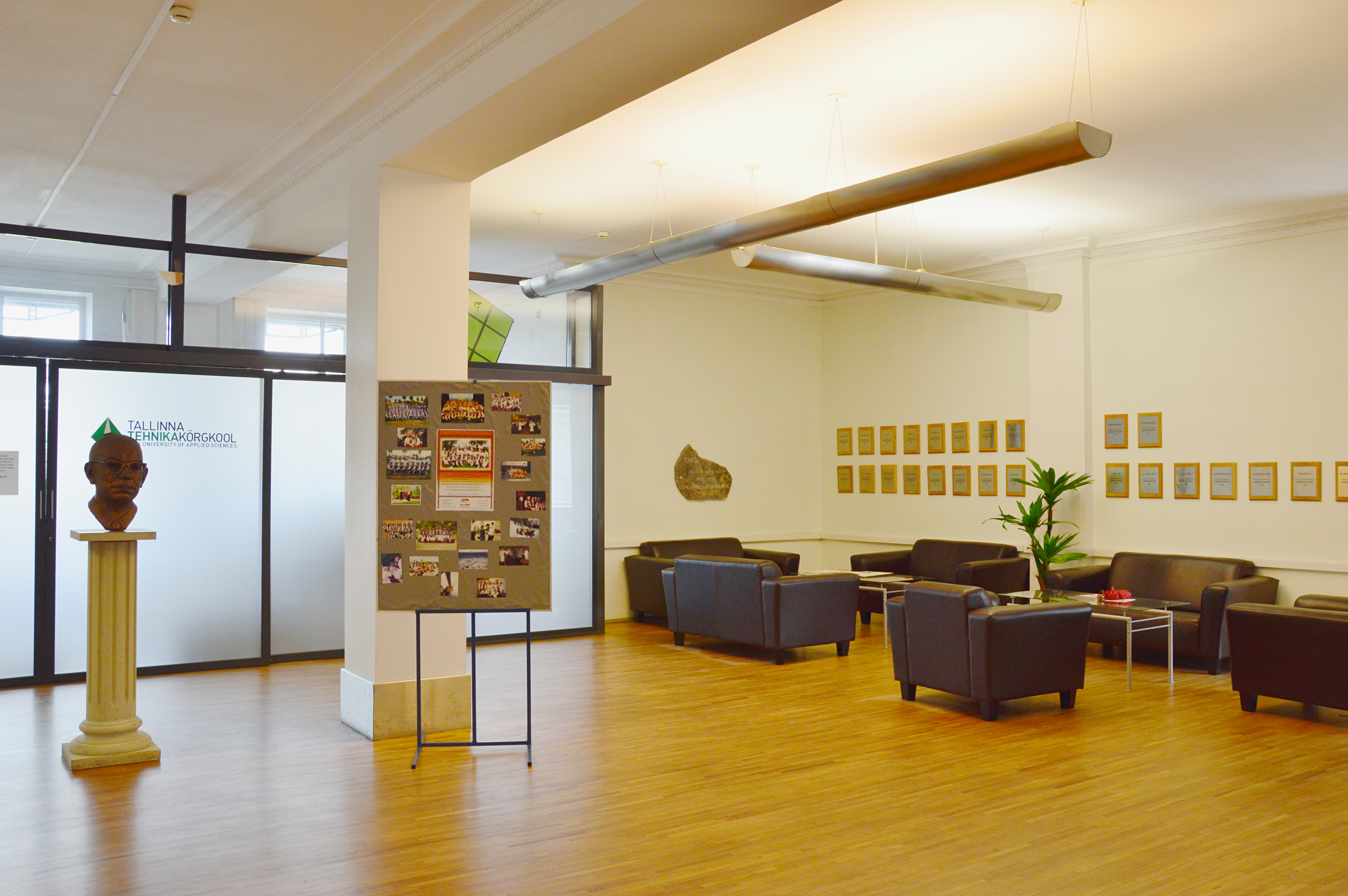
Интерьер третьего этажа
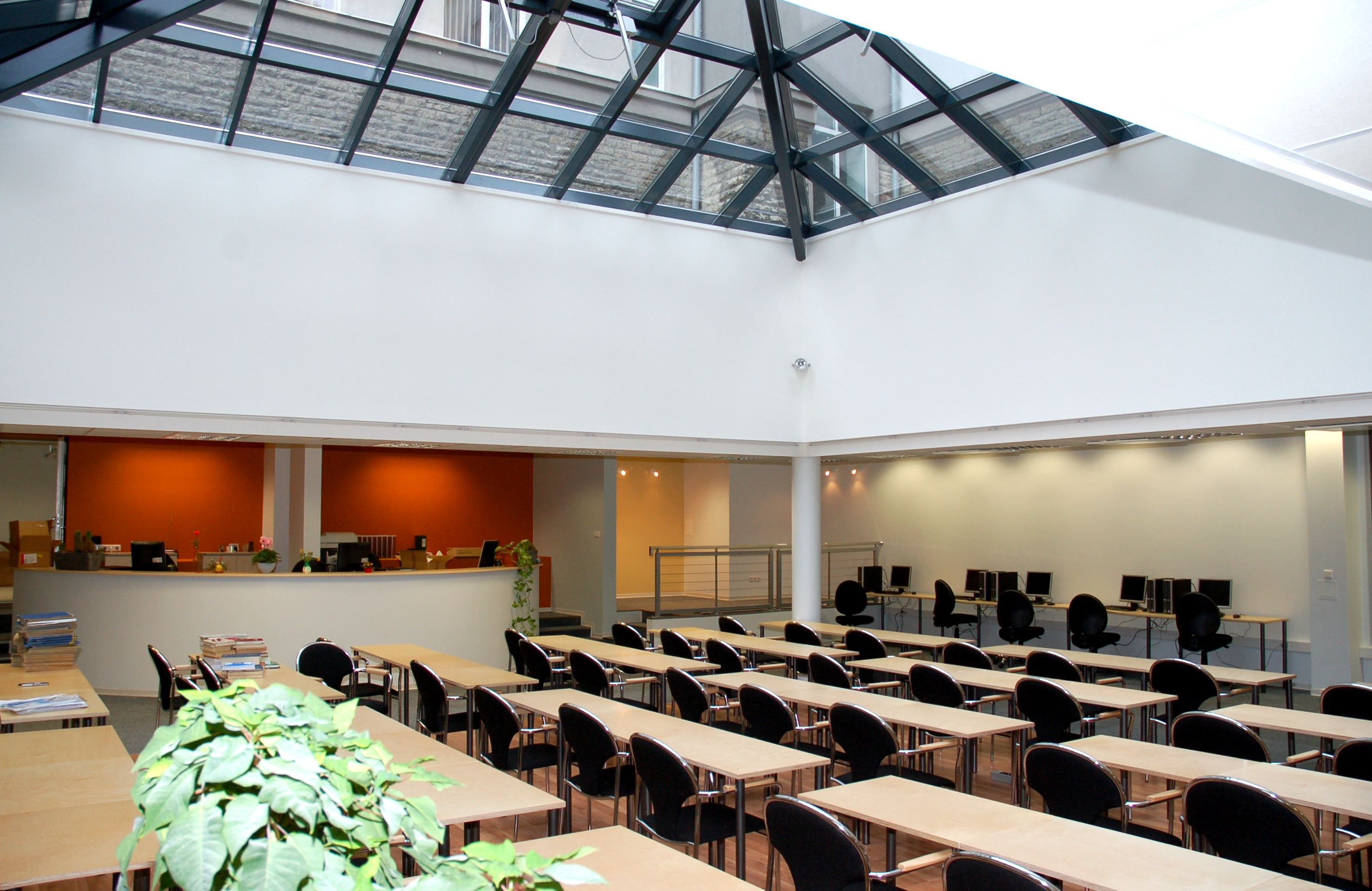
Библиотека
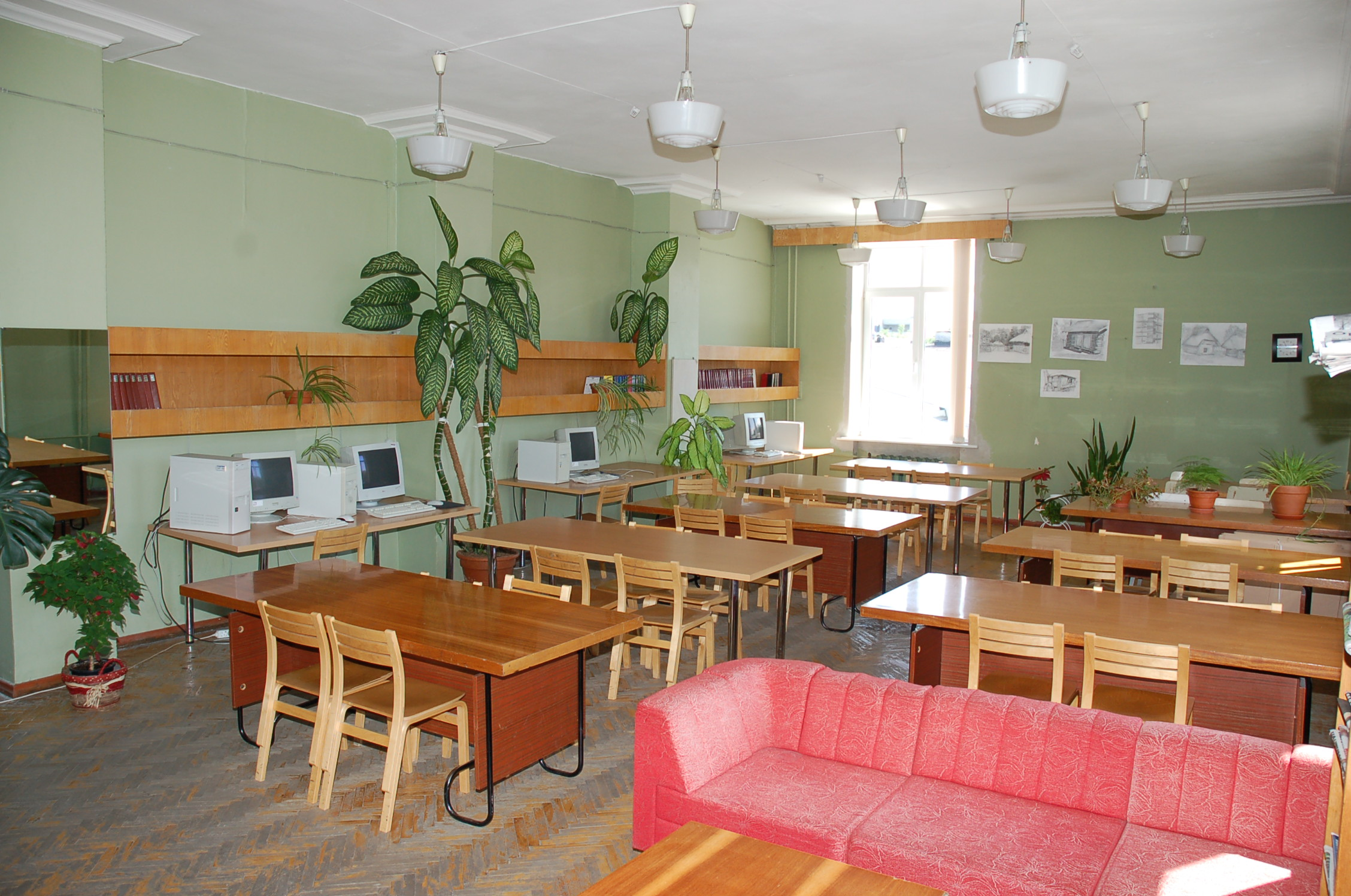
Учебный кабинет в 2007 году
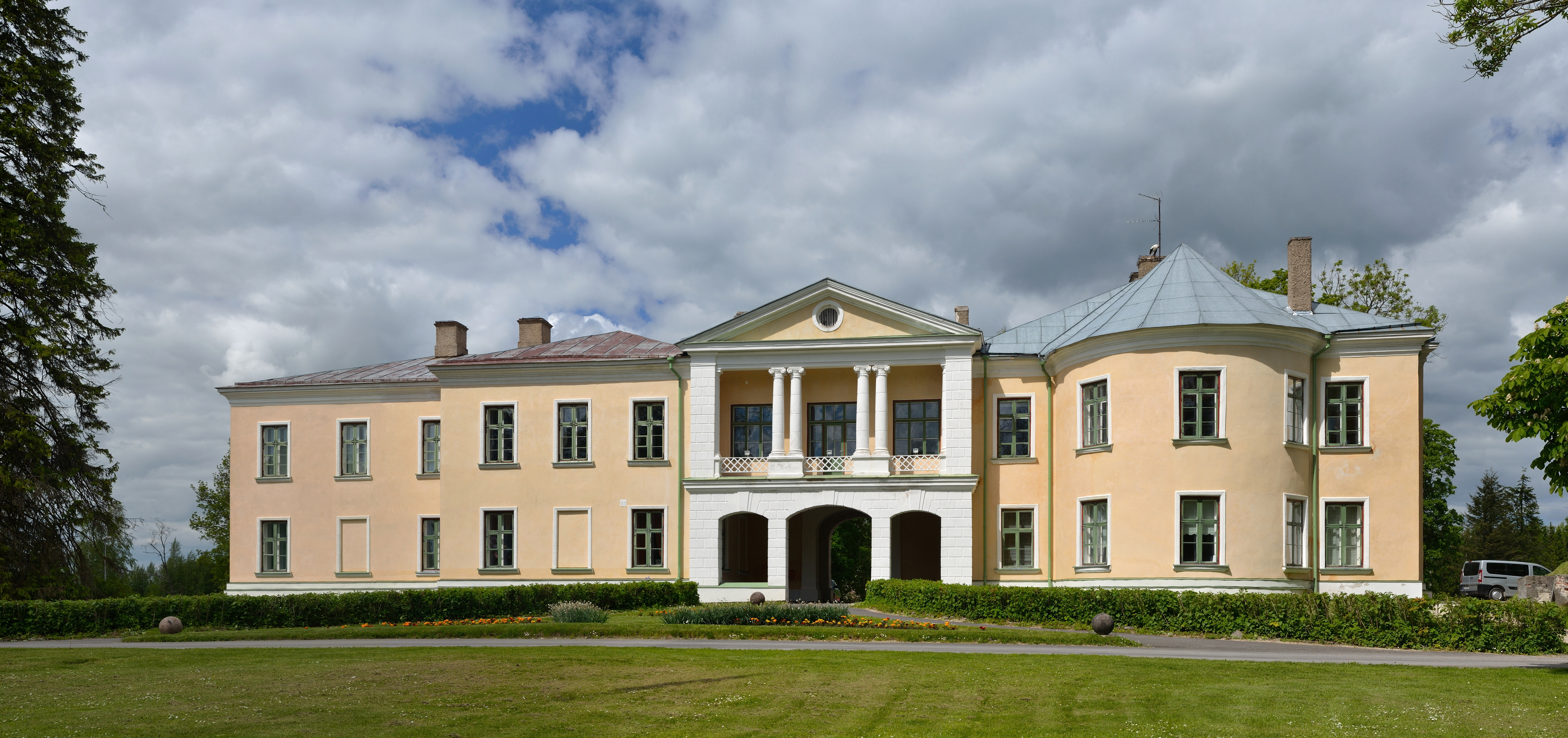
Институт экономики сферы услуг в Мыдрику